# 産業用ロボットの検査等の作業者
産業用ロボットの検査等の作業者（さんぎょうようロボットのけんさとうのさぎょうしゃ）とは、産業用ロボットの検査等の業務に係る特別教育を修了した者。

## 概要
- 産業用ロボットの可動範囲内において行う当該産業用ロボットの検査、修理若しくは調整（教示等に該当するものを除く）若しくはこれらの結果の確認又は産業用ロボットの可動範囲内において当該産業用ロボットの検査等を行う労働者と共同して当該産業用ロボットの可動範囲外において行う当該検査等に係る機器の操作の業務

## 受講資格
- 満18歳以上

## 特別教育
- 各講習機関により違う。
- 告示で規定された履修時間は13時間（以上）となっている。
- 特定指定校において一定以上の学業を修め、学内においての受講に限り、実技免除がある。

### 講習科目
- 学科（9時間）

1. 産業用ロボットに関する知識（4時間）
2. 産業用ロボットの検査等の作業に関する知識（4時間）
3. 関係法令（1時間）

- 実技（4時間）

1. 産業用ロボットの操作の方法（1時間）
2. 産業用ロボットの検査等の作業の方法（3時間）